# Egypten ved sommer-OL 2024
Egypten deltog under Sommer-OL 2024 i Paris i Frankrig i perioden 26. juli til 11. august 2024.
De vandt tre medaljer, en af hver karat.

## Medaljer
| 2024 Paris | Guld | Sølv | Bronze | Total |
| Egypten    | 1    | 1    | 1      | 3     |

### Medaljevinderne
| Argentina under sommer-OL 2024 i Paris | Argentina under sommer-OL 2024 i Paris | Argentina under sommer-OL 2024 i Paris | Argentina under sommer-OL 2024 i Paris | Argentina under sommer-OL 2024 i Paris |
| Medalje                                | Navn                                   | Sport                                  | Event                                  | Dato                                   |
| -------------------------------------- | -------------------------------------- | -------------------------------------- | -------------------------------------- | -------------------------------------- |
| Guld                                   | Ahmed El-Gendy                         | Moderne femkamp                        | Men's individual                       | 10. august                             |
| Sølv                                   | Sara Ahmed                             | Vægtløftning                           | Women's 81 kg                          | 10. august                             |
| Bronze                                 | Mohamed El-Sayed                       | Fægtning                               | Mændenes Kårde                         | 28. juli                               |